# Neuville-sur-Oise
Neuville-sur-Oise egy község Franciaországban. Lakosainak száma 2089 fő (2022. január 1.).

## Földrajza
Neuville-sur-Oise Cergy, Conflans-Sainte-Honorine, Maurecourt, Éragny, Jouy-le-Moutier és Vauréal községekkel határos.